# Urca 과정
Urca 과정이란 중성자별이나 백색 왜성이 차가워지는 과정 중 하나라고 생각되는, 중성미자 방출 반응이다. 이 과정은 George Gamow와 Mário Schenberg가 Rio de Janeiro에 있는 Cassino da Urca라는 카지노에 방문했을 때 처음으로 토론하였다. Schenberg가 Gamow에게 "초신성에 있는 원자핵의 에너지가 사라지는건 룰렛 테이블에 있는 돈이 없어지는 것만큼 빠르다."라고 말했다고 알려져 있다. 한편, Gamow가 살던 남쪽 러시아 속어로 urca (урка)는 강도나 깡패를 의미한다.
직접적인 Urca 과정은 중성자를 방출하는 가장 단순한 과정이며 중성자별이 차가워지는 데 중심적인 역할을 한다고 여겨진다. 이 과정의 일반적인 형태는 다음과 같다.
{\displaystyle {\begin{aligned}B_{1}&\rightarrow B_{2}+\ell +{\bar {\nu }}_{\ell },\\B_{2}+\ell &\rightarrow B_{1}+\nu _{\ell }\end{aligned}}}
위 식에서 {\displaystyle B_{1}}와 {\displaystyle B_{2}}는 강입자, {\displaystyle \ell }는 경입자를 나타내고 {\displaystyle \nu _{\ell }}과 {\displaystyle {\bar {\nu }}_{\ell }}은 각각 경입자 {\displaystyle \ell }의 반중성미자와 중성미자를 나타낸다. 강입자는 핵자(자유롭거나 속박되어있는 핵자), {\displaystyle \Lambda }(람다), {\displaystyle \Sigma }(시그마), {\displaystyle \Xi }(캐스캐이드)와 같은 하이퍼론이나 {\displaystyle \Delta } 동중 원소일 수 있다. 경입자는 전자나 뮤온이다.
특히 Urca 과정은 백색 왜성이 차가워지는 과정에서 중요하다. 이 과정에서는 경입자(보통 전자)가 이온의 원자핵에 흡수되고 대류에 의해 별의 중심에서 바깥쪽으로 이동한다. 그 다음 베타 붕괴가 일어난다. 이때 생성된 원소가 대류로 다시 별의 안쪽으로 이동하는 과정이 많이 반복된다. 이 과정에서 방출된 중성미자가 다시 흡수될 가능이 낮고 그렇기 때문에 이 과정이 백색 왜성을 차갑게 만드는데 효과적이다.
Urca 과정은 중성자별을 식하는데도 중요한 역할을 한다. 직접적인 Urca 과정이 진행중인 핵을 가진 중성자 별이라면 차가워지는데 걸리는 시간 척도가 크게(many orders of magnitude) 짧아진다.